# 후지무라 배척 사건
후지무라 배척 사건(일본어: 藤村排斥事件)은 1956년 11월부터 12월까지 일본 프로 야구 센트럴 리그 소속의 한신 타이거스(당시 명칭은 오사카 타이거스)의 감독(선수 겸임이었다)이었던 후지무라 후미오에 대해 일부 선수들이 해임을 요구하며 구단 측과 충돌한 사건이다.

## 개요
1956년 11월 상순에 12명의 선수와 매니저 겸 스카우트인 아오키 이치조가 '후지무라 감독 퇴진 요구서'를 구단 오너인 노다 세이조에게 제출하였고 이를 스포츠 신문이 보도하는 형태로 표면화되었다. 12월 4일에 구단 측은 후지무라 감독의 유임과 퇴진 요구에 관여된 가네다 마사야스·사나다 주조의 두 선수는 다음 시즌에 재계약을 하지 않을 것이라고 발표했다. 그 후 구단 대표인 도자와시 가즈타카가 관계자와 협상을 계속한 결과 12월 25일에 구단은 가네다와의 재계약을 발표했다. 12월 30일에는 도자와시 구단 대표, 후지무라 감독, 가네다가 각각 성명서를 발표하고 사태가 일단락되었다.
한신 구단의 역사인 《한신 타이거스 쇼와의 발자취》(1991년)과 마쓰키 겐지로의 《타이거스의 성장》(고분샤, 1973년)에는 발단 부분을 제외하고는 거의 상기에 가까운 내용이 적혀 있다. 당시 최초의 요구서로부터 스포츠 신문을 중심으로 한 보도가 과열되었으나 그것은 도자와시 구단 대표가 "현실보다 기사가 훨씬 앞서 있다"고 평했던 것과 같은 내용이다. 따라서 발단에서 해결에까지 이르는 과정에 대한 자세한 내용은 관계자와 후년의 증언에 의존할 수 밖에 없지만 이것도 증언자나 시기에 따라 반드시 일치하지 않는다. 다음 글에서는 그 차이도 근거로 하여 서술한다.

## 경과

### 발각까지
양대 리그로 전환된 1950년 한신 감독은 전시 중에 팀을 떠나 있던 마쓰키 겐지로가 복귀해 취임했다(처음에는 선수 겸임). 마쓰키는 1949년 일본 프로 야구 재편 문제 당시에 주력 선수의 이적으로 약화된 팀 재건에 앞섰다. 마쓰키에 대한 선수들의 신뢰감은 높았지만 1954년 오프 시즌에 마쓰키는 감독을 사임했다. 그 때 마쓰키는 후임으로 조감독이었던 후지무라 후미오를 추천했고 세간에서는 후지무라가 아니면 미소노 다카오가 맡을 것으로 생각했다. 그러나 구단 대표였던 다나카 기이치는 센트럴 리그의 회장인 스즈키 류지를 통해 후지모토 사다요시의 초빙을 목표로 했으나 실패했다. 오너인 노다 세이조가 스스로 인선에 관여하여 기시 이치로를 후임 감독으로 임명했다. 하지만 기시는 한신은커녕 프로 야구의 경험이 전혀 없었다. 또한 기시는 베테랑도 신인도 차별없이 기용하는 방침을 내세워 후지무라 및 사나다 주조 등의 베테랑들은 거세게 반발했다. 1955년 시즌 도중인 5월에 기시는 병으로 인한 요양을 명목으로 휴식에 들어갔고 후지무라가 선수 겸임 대리 감독으로 취임해 팀 성적을 3위로 끝냈다.
후지무라는 1956년에 선수 겸임인 채로 정식 감독으로 취임, 이 시즌에는 7월부터 8월까지 연승 행진을 벌였고 8월 11일에는 요미우리 자이언츠와 5경기 차로 리그 선두에 올랐다. 후지무라의 후년의 회상에는 이 시기 프런트에서 "선수권의 상대 팀을 분석해볼까"라며 타진을 받기도 했으나 팀 내에서 불협화음이 발생했고 후지무라는 "잠깐만 기다려주세요. 사실 팀 내부의 상태가 이런 상태가 되어 있습니다"라고 언급할 정도였다. 결국 요미우리에게 선두를 내주게 되었다.
한편 이 무렵, 매니저 겸 스카우트였던 아오키 이치조는 노다 오너에게 사의를 호소했다. 다나카 구단 대표와 한신 전기 철도 본사에서 파견한 시모바야시 요시유키 전무 사이에 의견 충돌이 많아 생각대로 움직이지 못하는 것이 이유였다. 아오키에 의하면 한신 고시엔 구장에서 야간 경기가 벌어졌을 때 노다에게 이를 피력했으나 그 자리에서 노다의 설득을 받고 사표를 철회했다. 하지만 아오키는 이 때 대우 면에서 선수들에게 불만이 생기고 있어 "이대로 내버려두면 연말에 사건이 일어납니다"라고 말했다고 한다. 아오키가 말했던 '대우 면의 문제'는 저렴한 봉급으로 계약한 고야마 마사아키, 요시다 요시오, 미야케 히데시 등의 젊은 선수들이 주력 선수가 되어도 전혀 고쳐지지 않는 것을 가리키는 것이었다. 계약 갱신의 자리에서는 후지무라의 봉급을 기준으로 다른 선수들의 금액을 결정했는데 후지무라 자신이 구단에서 제시한 금액에 이의를 제기하지 않았다는 사정도 있었다. 아오키는 한신 본사의 일부 의향을 난입해 시모바야시 전무에게 원인이 있다고 생각했으나 선수가 구단 전무의 사퇴를 요구하는 것은 비논리적이라고 생각해 후지무라에게 화살을 돌릴 수 밖에 없었다고 한다.
결국 이 시즌에는 요미우리에 4.5경기 차이로 2위에 머물렀다.
시즌 종료 후 11월 2일 다이에이 스타스에서 코치에서 감독으로 승격이 결정된 마쓰키가 오사카에 온 것을 계기로 선수 유지가 마쓰키의 감독 취임을 축하한다는 명목으로 회의를 열었다. 이 때 모인 13명을 핵심으로 '후지무라 감독 퇴진 요구서'가 만들어지게 된다. 이에 대해 아오키는 저서에서 "절대 팀이 해고할 수 없는 13명(원문 그대로)을 모았다"고 적고 있다. 아오키에 따르면 '배척 파'에 참가한 것은 가네다 마사야스와 연결되어 있던 멤버(도쿠아미 시게루·다미야 겐지로·시로사카 조에이), 아오키가 모은 멤버(요시다 요시오·고야마 마사아키·미야케 히데시 등), 사나다 주조를 중심으로 한 멤버(이시가키 가즈오)의 그룹으로 나뉘어 있었지만 그 모두가 원래는 마쓰키를 믿고 따랐던 '마쓰키 파'였다고 한다. 미나미 만만은 여기서 마쓰키가 어느 정도 관계했는가는 "여러 가지 설이 있다"고 하면서 마쓰키가 가네다에게 "해고되면 내가 구해주겠다"고 말했다는 후지무라의 증언과 "사나다가 해고되면 다이에이의 나가타 오너의 부인에게 부탁해 준다"고 말했다고 하는 오오이 히로스케의 설명을 근거로 하면서도 "술에 호언장담했던 것 같기도 하다"고 하고 있다. 이 당시 야구 협약이 이미 제정되어 2리그 분열 당시와 같은 선수 '철수'는 사실상 불가능하게 되어 있었다. 오오이는 사나다의 재계약 거절 결정 이후 마쓰키가 "스포츠 닛폰에서 사나다를 맞춰주지 않은 것일까"라고 말하고 있었다고 증언하고 있다. 단 아오키는 퍼시픽 리그의 총재이기도 한 나가타에게 "한신의 선수들을 퍼시픽 리그에서 받아준다면 내가 책임을 가지고 흐뜨러지지 않겠습니다"와 "선동했다"고 자신의 저서에 기록했다.
"뒤에서 조종을 하고 있었다"고 인정한 아오키의 증언을 근거로 이 '배척 사건'은 선수의 처우 개선이 본질인 투쟁이었다는 것이다. 이에 대해 13명의 중심 멤버였다고 파악되는 가네다는 1980년대의 인터뷰에서 임금 투쟁이라는 의견과 아오키가 주동자였던 것을 부정하고, "마쓰키와 아오키의 다이에이 이적이 관계되어 있다", "굳이 말하자면 '길이'에 대한 문제였다", "이면에는 여러 가지 이야기가 있었지만 선수는 어떤 의미에서는 순수해서, 회사를 어떻게 한다는 다른 문제는 가지지 않았다고 생각한다"라고 말하고 있다. 《한신 타이거스 쇼와의 발자취》에서는 '요약하자면 『밝은 팀으로 우승을 이루고 싶다』고 하는 선수들의 소박한 발상에 의한 것이었다'라고 하고 있다(같은 책의 p.259). 한편, 당시 젊은 선수로써 '배척 파'의 하나였던 요시다는 이 사건에 대해 "그것이 무엇이었는지는 지금 와서는 이해할 수 없다", "무엇을 구단과 후지무라 씨에게 요청할지 (젊은 선수였던)우리는 하나도 이해할 수 없었다"고 회상했다. 요시다는 《진호전》에서도 비슷한 증언을 하고 있으며, 고야마도 "지금은 죄송하다고 생각한다. (중략)이유도 모르고 배척 그룹에 들어가 움직임을 취했다. 아무것도 감독에 대해 불만이 없었는데……'라고 밝히고 있다.
또한 배경으로 후지무라의 플레이와 연습 태도가 있었다고 하는 점에 대해서는 1990년대 관계자로부터 청취 및 자료의 재조사를 실시한 미나미 만만의 《진호전》에서는 "좋을 때 밖에 대타로 나오지 않는다고 비판이 있었다"라는 사나다나 오자키 미쓰오의 증언과 다미야가 배척 사건 중에 발표한 성명서에서 "선수끼리 맞추었던 힛앤런의 성공을 마치 후지무라와 내가 한 사인이었던 것 같은 이야기가 경기 후에 나왔다"는 건이 소개되어 있다. 또한 배척 사건과는 직접 관계하지 않는 형태로 후지무라가 스탠드 플레이라고 반감을 가진 선수가 있었다는 혼도 야스지의 증언의 소개와 '타격 연습에서 혼자만 길게 친다'고 평판이 나빴다고 하는 내용도 있다. 미나미는 일련의 이야기들을 보면 전체적으로는 그보다 선수와의 커뮤니케이션의 부족에 큰 이유를 두고 있다. "요미우리의 미즈하라 시게루 감독도 뒤지고 있는 경기 도중에 자극을 주었는데 선수들이 진정되지 않는 경우가 많았다"는 말과 비교해 한신의 경우 "감독도 선수도 젊고 제멋대로였으며 경험이 부족했고, 팀 리더가 없어 감독과 선수의 다리 역할을 하는 선수가 없었다는 것은 아닐까"라고 결론을 내렸다.
아오키가 선수들의 모임을 데일리 스포츠와 호치 신문에 유출했고 그 다음날 두 신문에 게재되었다.
데일리 스포츠(간사이 본사 판)는 11월 11일자 1면에서 "흔들리는 한신의 기둥(원문 그대로), 후지무라 감독의 퇴진 요구와 주축 선수들, 마쓰키 씨의 복귀를 바란다"는 제목으로 보도되었다. 회사의 연혁은 11월 9일 밤 고토엔의 여관에서 열린 선수 회의를 취재하여 게재를 결정했다는 당시 담당 기자의 증언이 게재되어 있다.

### 구단 측의 대응
발각 당초에 후지무라가 어떤 반응을 보였는가는 여러 견해가 있다. 《데일리 스포츠 50년사》에 먼저 보도한 당일에 연습 후 라커룸(고시엔 구장으로 추정)의 회의에서 후지무라가 "불만이 있으면 분야(인용자 주 : 신문 기자)에게 고자질 따위 하지 말고 묶음이 되어 덤벼라"라고 담아를 자르며 말했다는 증언이 있다. 아오키는 저서에서 신문에 "이렇게 떠들고 다니는 선수는 내년 시즌에 2군으로 떨어뜨린다"는 후지무라의 의견이 나오자 사태 수습을 요구해온 노다 오너가 "그 후지무라 감독의 담화는 뭐야"라고 퇴짜를 놨다고 적고 있다. 그러나 후지무라 본인은 1960년대의 좌담회에서 "세간에 대해서는 내 입장에 대해 하나도 말하지 않고 있다"고 말하고 있다. 1956년 11월 16일 요미우리 신문도 "세간에서 일부 선수를 부추기고 있다고 생각한다. 나로써는 침묵을 지키는 것이 가장 좋을 것이다"라는 코멘트가 소개되어 있다.
노다 오너는 병상에 있던 다나카 구단 대표를 대신해 11월 15일 본사 도쿄 사무소의 소장이었던 도자와시 가즈타카를 구단 대표로 임명했다. 도자와시는 16일 모든 선수들을 고시엔 구장에 모으고 난카이와의 시범 경기 원정 중에 사태를 악화시키지 않도록 자중을 요구했다. 같은 날 도자와시는 아오키에게 사태 수습의 협력을 요구했으나 아오키가 거부했기 때문에 '사건의 흑막'으로 아오키를 해고했다. 11월 22일부터 도자와시는 시범 경기 원정에 동행해 선수들로부터 이야기를 듣고 해결의 길을 만들려고 했으나 연화에는 이르지 못했다. 11월 28일에 노다 오너·한신 본사의 마에다 상무·도자와시 구단 대표·시모바야시 전무의 4명이 회의를 열어 후지무라의 유임과 가네다·사나다는 다음 시즌의 계약을 체결하지 않기로 결정하고 12월 4일 구단 사무실에서 이를 발표했다. 한편 아오키는 그 전날에 다이에이에 입사했다.
가네다·사나다와 계약을 갱신하지 않겠다는 통보는 양자를 호출하여 직접했다. 가네다는 후년의 인터뷰에서 시아버지의 사망 등으로 물러날 때를 생각하고 있었기 때문에 "목을 부를 수 있어 안심했다. '감사합니다. 신세를 졌습니다'라고 말하고 돌아왔다"고 말했다고 했지만 사나다는 통보를 받고 가네다가 울기 시작하자 "울면 안 돼. 남자답게 끌어 올려라"라며 퇴출했다고 밝혔다. 가네다는 이후 회견을 열어 타이거스를 강하게 하는 생각이었다고 하는 내용의 발언을 했다. 이에 따라 배척 파 선수들은 태도를 경화시켜 "철저하게 하자"고 결속을 다졌다. 발표 전부터 도자와시는 회견한 선수에게 계약 갱신을 타진하고 있었지만 선수들은 이에 응하지 않았다. 발표 후에는 구단 측이 계약 갱신을 위해 호출해도 출두를 거부했다. 한편 침묵을 지키고 있던 후지무라는 "이렇게 된 이상 내년에는 2군을 단련시켜 페넌트 레이스에 임한다"고 발언해 이것이 보도되자 선수들을 더욱 자극하는 상황이 벌어지기도 했다.

### 해결에
가네다·사나다가 사실상 해고가 보도된 것으로 이 내분은 세간의 관심을 끌게 되어 사회적 지위가 있는 한신 팬들이 중재에 나서 이것이 언론에 보도되기도 했다. 리그 회장인 스즈키의 요청을 받아 요미우리의 미즈하라 감독과 가와카미 데쓰하루, 치바 시게루의 두 선수도 중개역으로 오사카에 왔다. 가와카미·지바는 후지무라 및 가네다와 면담해 후지무라는 가와카미로부터 다시 한 번 가네다를 팀으로 권유했고 한신 본사의 마에다 상무에게 신청했는데 "후지무라가 그런 경과를 말했다면 돌아가자"라고 말했다고 한다. 그 결과 12월 20일에 오사카 나카노시마의 신 오사카 호텔(현재의 리가 로얄 호텔의 전신, 현존하지 않음)에서 후지무라는 가네다와 면담하게 되었다. 가네다는 가와카미·지바와 만났을 때 "선수 은퇴 때문에 이제 됐습니다"라고 대답했지만 사태가 맞지 않아 '좋아. 내가 수렁으로 들어가겠다'는 마음이 되었다고 후년의 인터뷰에서 말하고 있다. 당시의 신문 보도는 이 자리에서 후지무라는 "가네다와 협력하여 팀 운영에 일조하고 싶다"고 제의했다고 한다. 이 후년의 후지무라의 증언에는 가네다가 후지무라에 대해 아무것도 말하지 않고 팀원인 와타나베 히로유키의 이야기로 시종일관 임했고 후지무라는 "어쨌든 돌아와라"라고 말했다고 한다. 다음날인 21일 다시 도자와시는 가네다와 회담하여 복귀를 약속받았고 이후 25일에 시즌 계약을 공식적으로 발표했다. 이 때 도자와시는 사나다에 대해서는 "전력에 도움이 되지 않아 탈퇴했다. 이 사건과는 관계 없다"고 설명했다. 결국 사나다는 그대로 탈퇴하게 되었다.
가네다의 복귀로 다른 '배척 파' 선수들은 대응을 재촉했다. 중재에 들어가 있던 한신 팬 가미카제 쇼이치의 조언으로 '조건을 붙여 회사와 타협한다'는 형식으로 정책을 변경해 '퇴진 요구서'를 철회하게 되었다. 도자와시 구단 대표의 설득으로 선수들도 서서히 마음을 열어가고 있는 도중이기도 했다. 12월 30일에 한신 본사에서 다미야와 도쿠아미가 도자와시와 만나 합의했다. 도자와시 대표는 후지무라와 가네다가 각각 성명서를 발표하고 후지무라 감독의 유임과 가네다 등 다른 선수와의 계약 갱신을 하는 형태로 결착을 냈다. 도자와시 대표가 중간에 서서 후지무라, 가네다와 함께 일렬로 서있는 사진이 새해 간사이의 스포츠 신문의 일면을 장식했다.
여기까지의 경위에 대해 아오키는 약간 다른 증언을 남기고 있다. 그에 따르면 아오키 본인은 해고되어 다이에이에 입사한 후에도 뒤에서 한신 본사와 협상을 하고 있었다고 한다. 아오키는 자신의 주장만이 통해지면 전철의 노동 조합도 곤란해진다고 생각해 자신과 가네다, 사나다는 부득이하게 되었지만 다른 선수들은 제대로 해달라고 요구했다. 이후 가네다가 복귀하고 사나다와 아오키가 퇴단하는 대신 조건을 채워 협상이 끝나는 지점까지 와 있었다. 그런데 도쿄의 한신 후원 회장이 개입해 가네다와 협상하고 아오키는 '1인극'이 되었기 때문에 이것이 안된다면 12월 30일을 기해 다른 선수에게 팀으로 돌아가라고 하는 형태로 해결한 것이라고 한다. 아오키는 이에 대해 "가네다는 합의점을 오인했다"고 말했다. 또한 저서에서는 요구로 '후지무라 감독의 시즌 중 해임'을 낸 13명의 선수가 계약 갱신 시 다미야의 금액을 보고 납득했기 때문에 후에는 할당으로 물러나게 되었다고 적고 있다.

## 이후
마쓰키는 저서에서 "모든 것이 원만하게 해결되었다"라고 적었고, 도자와시 구단 대표는 "그라운드에서 원래의 모습으로 돌아온 팀의 모습을 보고 마음이 놓였다. 감개무량하다"라고 이후에 말했다. 아오키가 '진정한 이유'라고 한 대우 문제에 관해서는 "반년이 지나고, 일년이 지나서 도자와시 씨가 해주고 있습니다"라고 후년에 말해, 이 요구는 받아들여진 형태가 되었다.
이후 맞이한 1957년 시즌. 후지무라가 감독에 선임된 한신은 요미우리와 1경기 차로 2위에 머무르며 우승에는 실패했지만 마지막까지 치열한 선두 다툼을 벌였다. 하지만 시즌 종료 후인 11월 25일 도자와시는 후지무라에게 계약 기간 중에도 불구하고 다나카 요시오로의 감독 교체와 후지무라의 대타 요원으로 현역 복귀를 일방적으로 통보해 다음날 발표했다. 이에 대해 미나미는 "1년 전의 페널티가 아닌가"라고 적고 있다. 이것에 대해서도 이전의 아오키가 냈다는 요청이 이루어진 형태가 되었다.
한편 이 사건은 중장기적인 팀 구성에 영향을 주었다. 그 점에 요시다는 "한신이 이런 사정을 겪을 동안 라이벌 요미우리는 황금기를 향해 차근차근 입지를 굳혔다. (중략)우리 한신은 그 소동이 울려 뒤쳐지게 되었다"고 말해 언론 대책에 대해서도 "이로부터 한신은 혼전이 많은 구단이라는 낙인이 찍혀 '토라블(虎ブル)'이라고 조롱받기 시작했다. 안타깝다"고 적고 있다.